# Phryxe sabulosa
Phryxe sabulosa là một loài ruồi trong họ Tachinidae.